# Jan Ehlers

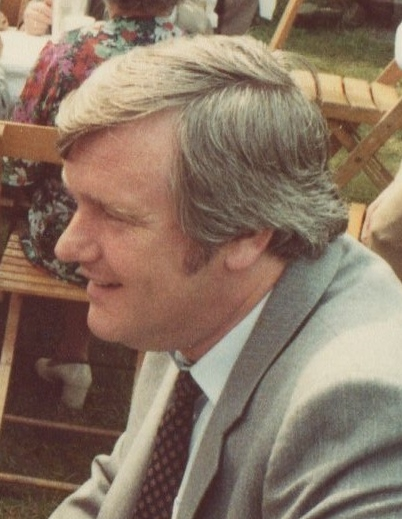
Jan Ehlers (1989)

Jan Ehlers (* 4. Mai 1939 in Hamburg; † 5. Juni 2019) war ein deutscher Politiker (SPD), Mitglied der Hamburgischen Bürgerschaft, Hamburger Senator und jahrzehntelang linker SPD-Flügelmann.

## Leben
Ehlers Vater war Kommunist und sein Eintritt in die damalige Gewerkschaft ÖTV (heute ver.di) am 1. Mai 1955 war eine Ehrensache, auch wenn die Berufsperspektive eine Verwaltungslehre war. Durch eine Beurlaubung der Behörde konnte Jan Ehlers an der Akademie für Wirtschaft und Politik Soziologie und Volkswirtschaftslehre mit einem Stipendium der „Stiftung Mitbestimmung“ studieren. Er beendete das Studium 1966 als Diplom-Soziologe und Volkswirt. In den 1970er Jahren war Ehlers Leiter der Vereinigung städtischer Kinder-Tagesheime. Nach seiner Senatorentätigkeit sowie seiner Arbeit in der Arbeits- und Sozialbehörde Hamburgs, war Ehlers seit November 1988 Vorstandsmitglied der Schanzen-Genossenschaft, die ein alternatives Wohnprojekt in der Schanzenstraße verwaltete.
Nachdem er 2004 aus der Bürgerschaft ausgeschieden war, beendete er damit auch sein Berufsleben. Neben der parlamentarischen Laufbahn war er Mitglied bei der Gewerkschaft ver.di. Von 1992 bis 1999 war Ehlers Vorstandsvorsitzender des Jugend-Europahaus e. V., dem Trägerverein der Dänisch-Deutschen Akademie in Hamburg-Horn. Ehlers starb im Juni 2019 im Alter von 80 Jahren.

## Politik
Ehlers war seit 1956 SPD-Mitglied. Von 1966 bis 1973 war er im Ortsausschuss Fuhlsbüttel vertreten und von 1970 bis 1974 Mitglied der Bezirksversammlung Hamburg-Nord.
Auf dem Landesparteitag der SPD Hamburg im Januar 1970 sprach er sich gemeinsam mit Hans Apel, Peter Blachstein, Jens Litten und Wilhelm Nölling dagegen aus, dass sich der Axel Springer Verlag am Studio Hamburg, einer 100-prozentigen Tochtergesellschaft des Norddeutschen Rundfunks, beteiligt. Der Landesparteitag beschloss daraufhin eine Resolution, in der es unter anderem hieß: „Der Landesparteitag erwartet, daß sich alle Entscheidungsgremien des NDR und seiner Tochtergesellschaften entschieden gegen die geplante Transaktion in der gegenwärtigen Form wenden.“
Ehlers war seit 1974 Mitglied der Hamburgischen Bürgerschaft und während dieser Zeit unter anderem im Haushaltsausschuss (Vorsitzender), im Ausschuss für Inneres und den öffentlichen Dienst und dem Kulturausschuss. Zudem war er mehrere Jahre stellvertretender Fraktionsvorsitzender der SPD und finanzpolitischer Sprecher. 1976 kandidierte er gegen den späteren Ersten Bürgermeister Henning Voscherau um den vakant gewordenen Posten des zweiten stellvertretenden Fraktionsvorsitzenden unterlag aber mit 17 gegen 41 Stimmen. Im Juni 1977 gehörte er gemeinsam mit Wulf Damkowski, Bodo Fischer, Harro Frank, Hans-Jürgen Grambow, Helga von Hoffmann, Frauke Martin, Lothar Reinhard, Ortwin Runde und Bodo Schümann zu einer Gruppe von zehn SPD-Bürgerschaftsabgeordneten, die im Zusammenhang mit dem Parteiausschluss des Juso-Vorsitzenden Klaus Uwe Benneter in einem Brief an den Parteivorsitzenden Willy Brandt verlangten, dass dieser Parteiordnungsverfahren gegen 56 Hamburger SPD-Mitglieder, die sich mit Benneter solidarisiert hatten, verhindere.
1978 wurde er in den Senat der Freien und Hansestadt Hamburg gewählt. Als Senator war er bis 1988 Präses der Arbeits- und Sozialbehörde, bzw. der späteren Behörde für Arbeit, Jugend und Soziales (siehe Senat Klose II bis Senat von Dohnanyi IV). "^„Menschen statt Mauern“ und „Tariflohn statt Sozialhilfe“, das waren neben der Entwicklung der Altenpflege, der Befriedung der Hafenstraße und der Wiederbelebung der Lawaetz-Stiftung herausgehobene Projekte von Jan Ehlers. Er setzte sich dafür ein, dass Arbeitsverbote für Frauen in bestimmten Tätigkeiten auf den Prüfstand gestellt und möglichst abgeschafft werden. So nannte er es „skurril“, dass Tabak-Schneidemaschinen nur von männlichen Arbeitnehmern gewartet werden dürften. Während dieser Zeit ruhte sein Bürgerschaftsmandat. Am 18. April 1988 erlitt er einen Herzinfarkt. In der Folge dieser Erkrankung kündigte er in einem Interview mit dem Hamburger Abendblatt im Mai 1988 seinen Rücktritt als Senator an, den er dann zum 8. Juni 1988 erklärte. Im Dezember 1989 stimmte er als einziger SPD-Abgeordneter im Haushaltsausschuss der Bürgerschaft gemeinsam mit der GAL gegen den Abriss der Häuser Pinnasberg 74–79 im Stadtteil Altona-Altstadt, an deren Stelle neue Sozialwohnungen entstehen sollten.
Nach der politischen Wende in der damaligen DDR wurde er ehrenamtlicher Berater der dortigen Arbeits- und Sozialministerin Regine Hildebrandt (SPD). Drei Jahre nach seinem Herzinfarkt kehrte Ehlers nach der Bürgerschaftswahl 1991 als stellvertretender Fraktionsvorsitzender der SPD wieder in die engere Führung der Hamburger SPD zurück. Ab Anfang 1992 vertrat er die SPD-Fraktion in der Enquete-Kommission der Bürgerschaft zur Parlamentsreform. Nach der Niederlage der SPD bei der Bürgerschaftswahl 1997 erklärte er im November 1997 gemeinsam mit Fraktionschefin Elisabeth Kiausch und dem zweiten stellvertretenden Fraktionsvorsitzenden Ingo Kleist seinen Rücktritt aus der Fraktionsspitze. Stattdessen wurde er Vorsitzender des Haushaltsausschusses der Bürgerschaft. In der Bürgerschaft verblieb er noch bis 2004.
Bei der Bürgerschaftswahl 2011 kandidierte er nach sieben Jahren Abstinenz wieder und errang im Wahlkreis Barmbek – Uhlenhorst – Dulsberg ein Bürgerschaftsmandat, weil er vom Wahlkreislistenplatz zehn auf Platz drei hochgewählt wurde. Zum Zeitpunkt der ersten Bürgerschaftssitzung der Wahlperiode war er mit 71 Jahren das älteste Mitglied und eröffnete diese als Alterspräsident. Zum 3. Mai 2011 legte er sein Bürgerschaftsmandat aus gesundheitlichen Gründen nieder.